# Helmut Kremers
Helmut Kremers (ur. 24 marca 1949 w Mönchengladbach) – niemiecki piłkarz, występował na pozycji obrońcy lub pomocnika. Brat-bliźniak Erwina Kremersa, także piłkarza.

## Kariera klubowa
Kremers pochodzi z Mönchengladbach. Karierę piłkarską rozpoczął w tamtejszej Borussii Mönchengladbach. W 1967 roku awansował do kadry pierwszej drużyny prowadzonej przez Hennesa Weisweilera i 13 stycznia 1968 zadebiutował w pierwszej lidze niemieckiej w wygranym 3:1 wyjazdowym spotkaniu z VfB Stuttgart. Z Borussią jako rezerwowy zajął 3. miejsce i osiągnięcie to powtórzył także w sezonie 1968/1969.
Latem 1969 roku Kremers odszedł z Mönchengladbach do Kickers Offenbach. Przez rok był występował w Regionallidze i jako podstawowy zawodnik przyczynił się do awansu klubu do pierwszej ligi. W niej w barwach Kickers grał jeszcze przez jeden sezon zdobywając 11 goli. W sierpniu 1970 osiągnął z Kickers inny sukces - zdobył Puchar Niemiec, dzięki zwycięstwu 2:1 w finale nad 1. FC Köln.
W 1971 roku Kremers ponownie zmienił barwy klubowe i przeszedł do FC Schalke 04, w którym występował wraz z bratem Helmutem. Swoje pierwsze spotkanie w barwach Schalke rozegrał 14 sierpnia 1971 w wygranym 5:1 wyjazdowym spotkaniu z Hannoverem 96. W 1972 roku zdobył z Schalke swój drugi w karierze Puchar Niemiec (5:0 w finałowym meczu z 1. FC Kaiserslautern) oraz wywalczył wicemistrzostwo kraju. W 1977 roku został wicemistrzem Bundesligi. W Schalke grał do końca sezonu 1979/1980 i łącznie dla tego klubu rozegrał 226 meczów oraz zdobył 45 goli.
W 1980 roku Helmut został zawodnikiem Rot-Weiß Essen, w barwach którego przez rok występował w 2. Bundeslidze, w grupie północnej. W 1981 roku wyjechał do Stanów Zjednoczonych i przez jeden sezon występował na boiskach ligi NASL, po czym zakończył piłkarską karierę.
W 1994 roku Kremers tymczasowo pełnił funkcję prezesa Schalke 04.
| Sezon   | Klub                     | Kraj              | Rozgrywki     | Mecze | Bramki |
| ------- | ------------------------ | ----------------- | ------------- | ----- | ------ |
| 1967/68 | Borussia Mönchengladbach | RFN               | Bundesliga    | 2     | 0      |
| 1968/69 | Borussia Mönchengladbach | RFN               | Bundesliga    | 12    | 1      |
| 1969/70 | Kickers Offenbach        | RFN               | Regionalliga  | 31    | 6      |
| 1970/71 | Kickers Offenbach        | RFN               | Bundesliga    | 33    | 4      |
| 1971/72 | FC Schalke 04            | RFN               | Bundesliga    | 30    | 3      |
| 1972/73 | FC Schalke 04            | RFN               | Bundesliga    | 32    | 4      |
| 1973/74 | FC Schalke 04            | RFN               | Bundesliga    | 29    | 12     |
| 1974/75 | FC Schalke 04            | RFN               | Bundesliga    | 27    | 7      |
| 1975/76 | FC Schalke 04            | RFN               | Bundesliga    | 24    | 6      |
| 1976/77 | FC Schalke 04            | RFN               | Bundesliga    | 33    | 4      |
| 1977/78 | FC Schalke 04            | RFN               | Bundesliga    | 18    | 5      |
| 1978/79 | FC Schalke 04            | RFN               | Bundesliga    | 12    | 1      |
| 1979/80 | FC Schalke 04            | RFN               | Bundesliga    | 21    | 3      |
| 1980/81 | Rot-Weiß Essen           | RFN               | 2. Bundesliga | 18    | 4      |
| 1981    | Calgary Boomers          | Stany Zjednoczone | NASL          | 31    | 3      |

## Kariera reprezentacyjna
W reprezentacji RFN Kremers zadebiutował 10 października 1973 w wygranym 4:0 w towarzyskim meczu z Austrią. W 1974 roku został powołany przez selekcjonera Helmuta Schöna na Mistrzostwa Świata 1974. Tam był rezerwowym i nie wystąpił w żadnym spotkaniu, ale wywalczył mistrzostwo świata z RFN. W kadrze narodowej grał do 1975 roku i ogółem rozegrał w niej 8 meczów.